# Catyclia
× Catyclia, (abreviado Cty) en el comercio, es un híbrido intergenérico entre los géneros de orquídeas Cattleya × Encyclia. Fue publicado en Orchid Rev. 112(1257, Suppl.): 46 (2004).
El género comprende una sola especie × Catyclia intermedia (F.E.L.Miranda) Van den Berg, Neodiversity 5: 16 (2010). Es originaria del sudeste de Brasil.